# Marie Nademlejnská
Marie Nademlejnská (provdaná Ettelová, 27. června 1896 Praha – 24. ledna 1974 Praha) byla česká divadelní a filmová herečka.

## Život

### Kariéra
Narodila se v Praze v rodině Josefa Nademlejnského (1865-1935), archiváře a člena orchestru Divadla na Vinohradech, její matka se jmenovala Marie roz. Staňková (1863-1950), měla ještě 6 sourozenců, Josef (1893), Rudolf (1895), Antonín (1898-1983), Anna (1899), Josefa (1902), Miroslav (1907). Marie tak vyrůstala v uměleckém prostředí a od dětství vystupovala v dětských rolích. V dalším období pak účinkovala mj. v Pištěkově divadle, Švandově divadle, divadle Aréna, Intimním divadle, Osvobozeném divadle, městském divadle v Pardubicích a dalších. Během německé okupace Čech, Moravy a Slezska byla členkou souboru Divadla na Vinohradech. Po osvobození Československa byla herečkou Československého státního filmu, závěr kariéry pak strávila ve Státním divadle v Karlíně. V českém filmu natočila od roku 1929 až do roku 1969 celkem 85 filmů. Od roku 1955 byla provdána za vdovce JUDr. Karla Ettela (1895-1976). Je pochovaná v rodinném hrobě rodiny Ettelů v Praze na Vinohradském hřbitově.
Zemřela 24. ledna 1974 v Praze.

## Filmografie (výběr)
- 1929 : Neviňátka – Hamplova
- 1937 : Bílá nemoc – matka druhého asistenta
- 1941 : Hotel Modrá hvězda  – Fafejtová
- 1941 : Tetička – hloupá hospodyně tety Berthy
- 1942 : Městečko na dlani– žena horníka
- 1946 : 13. revír – prostitutka Marion
- 1946 : Muži bez křídel  – Burešova
- 1947 : Housle a sen – dáma v dostavníku
- 1947 : Uloupená hranice  – Langerová
- 1948 : O ševci Matoušovi  – Bedrníková
- 1951 : Zocelení – Kolaříková
- 1952 : Údolí smrti – Babička Bašusová
- 1952 : Usměvavá zem – Skácelová
- 1953 : Mladá léta – Parysová
- 1954 : Haškovy povídky ze starého mocnářství – správcová
- 1955 : Jan Hus – Štumpfnagelova
- 1956 : Zaostřit, prosím! – slečna Vinklářová, úřednice
- 1957 : Proti všem – Šimonová
- 1959 : Májové hvězdy – Novákova sousedka
- 1964 : Místo v houfu
- 1970 : Kladivo na čarodějnice – Davidka